# Rue Germaine-Richier
La rue Germaine-Richier est une voie publique du 13e arrondissement de Paris, en France. 

## Situation et accès
La rue Germaine Richier se situe face à la Bibliothèque nationale de France - François Mitterrand.
Comme la place Jean-Michel-Basquiat, elle est l'un des accès à la Promenade Claude-Lévi-Strauss et au Jardin Françoise-Mallet-Joris depuis l'avenue de France.
La rue Germaine-Richier est desservie par la ligne 14 à la station Bibliothèque François-Mitterrand.

## Origine du nom

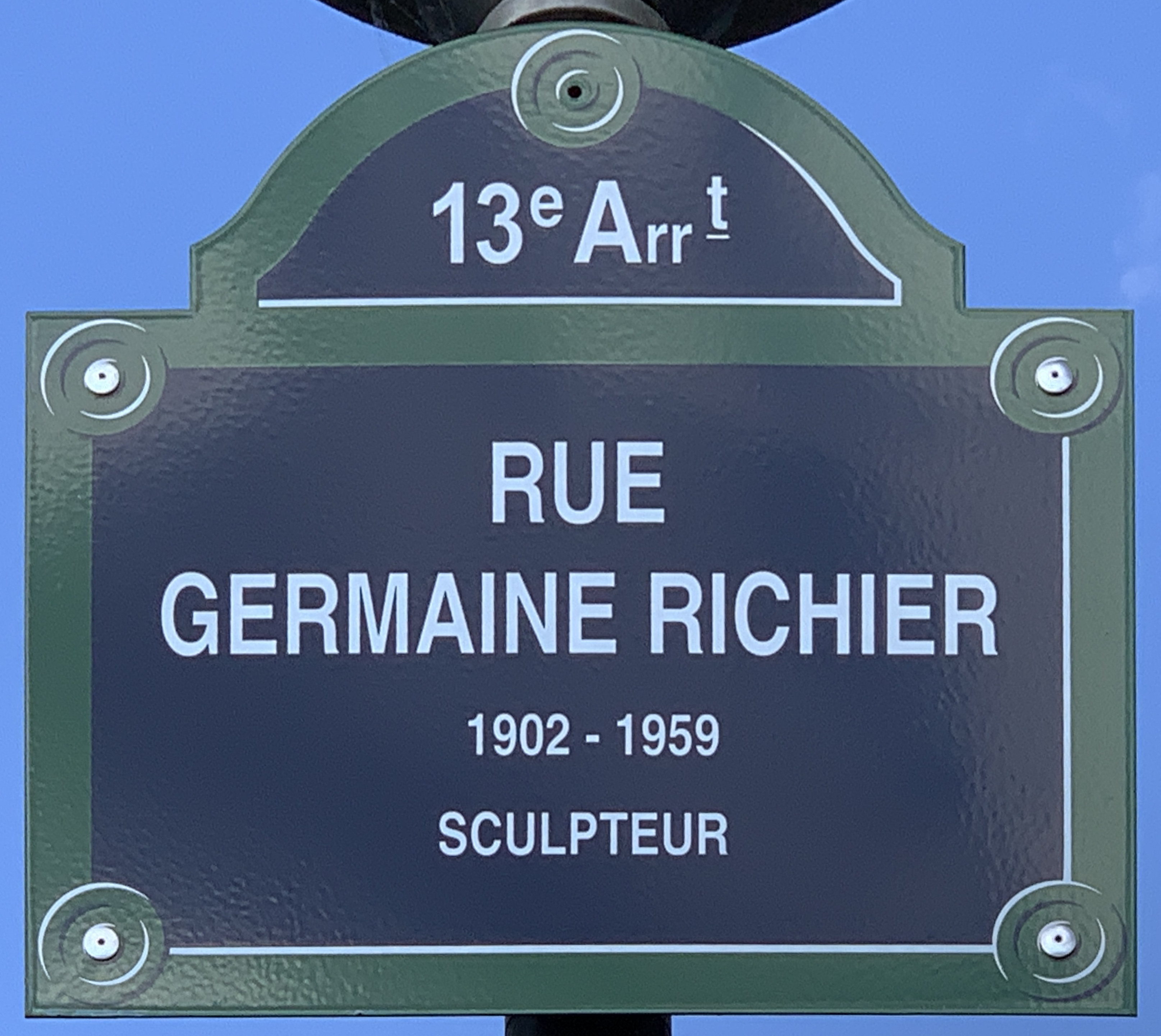
Plaque de la rue.

Elle porte le nom de Germaine Richier (1902-1959).

## Historique
La voie a été nommée sous le nom provisoire de « voie GG/13 », avant de prendre sa dénomination actuelle au Conseil du 13e arrondissement et du Conseil de Paris, en 2016.
L'opération d'urbanisme Paris Rive Gauche a privilégié, en effet, les noms d'artistes : rue Pau-Casals, rue Louise-Bourgeois ou jardin James-Joyce. 

## Bâtiments remarquables et lieux de mémoire
- La Bibliothèque nationale de France - François Mitterrand
- La Station F